# Чемпионат мира по современному пятиборью 2019
Чемпионат мира по современному пятиборью 2019 года пройдёт с 2 по 9 сентября в Будапеште. Будет разыграно 7 комплектов наград (по 3 у мужчин и женщин и 1 в смешанной эстафете).

## Призёры

### Мужчины
| Дисциплины           | Золото                                                     | Золото | Серебро                                             | Серебро | Бронза                                                  | Бронза |
| -------------------- | ---------------------------------------------------------- | ------ | --------------------------------------------------- | ------- | ------------------------------------------------------- | ------ |
| Индивидуальный зачёт | Валентин Бело (FRA)                                        | 1468   | Джозеф Чунг (GBR)                                   | 1453    | Чон Вунг Тэ (KOR)                                       | 1452   |
| Командный зачёт      | Республика Корея · Чон Вунг Тэ · Юнг Джин Хва · Ли Джи Хун | 4309   | Венгрия · Бенке Деметер · Роберт Каса · Адам Мароши | 4272    | Великобритания · Джозеф Чунг · Джеймс Кук · Томас Тулис | 4258   |
| Эстафета             | Германия · Патрик Дог · Александр Нобис                    | 1506   | Республика Корея · Чон Вунг Тэ · Юнг Джин Хва       | 1482    | Россия · Данил Калимуллин · Александр Лесун             | 1475   |

### Женщины
| Дисциплины           | Золото                                                             | Золото | Серебро                                                         | Серебро | Бронза                                                   | Бронза |
| -------------------- | ------------------------------------------------------------------ | ------ | --------------------------------------------------------------- | ------- | -------------------------------------------------------- | ------ |
| Индивидуальный зачёт | Силкина Ольга · Беларусь                                           | 1368   | Елена Мичели · Италия                                           | 1357    | Кейт Френч · Великобритания                              | 1357   |
| Командный зачёт      | Беларусь · Ольга Силкина · Анастасия Прокопенко · Ирина Просенцова | 4007   | Великобритания · Кейт Фрейнч · Джоанна Мюир · Франческа Саммерс | 3991    | Германия · Анника Шлой · Янина Кольманн · Ребека Лангрер | 3933   |
| Эстафета             | Мексика · Мариана Арсео · Майян Оливер                             | 1338   | Венгрия · Лука Барта · Камилла Рети                             | 1329    | Республика Корея · Джонг Мин А · Ким Ын Джу              | 1326   |

### Смешанные
| Дисциплины | Золото                                     | Золото | Серебро                                 | Серебро | Бронза                                          | Бронза |
| ---------- | ------------------------------------------ | ------ | --------------------------------------- | ------- | ----------------------------------------------- | ------ |
| Эстафета   | Египет · Эслам Хамад · Сальма Абдельмаксуд | 1463   | Франция · Валентин Бело · Элоди Клувель | 1454    | Беларусь · Илья Палазков · Анастасия Прокопенко | 1448   |